# Serjania racemosa
El bejuco siete corazones o hierba del golpe (Serjania racemosa) es una especie de planta que pertenece a la familia de las sapindáceas con parientes como los arces y castaños de Indias.
Este arbusto trepador llega a medir hasta 7 metros de alto y crece bajo el dosel de los árboles. Sus ramas tienen varias costillas y llegan a formar estrellas. Habita en el bosque tropical caducifolio y la vegetación secundaria derivada de este, pero también en bosque mesófilo de montaña y algunos encinares. Se le identifica por tener tres tripletes de foliolos (hojas tripartidas) de 1 a 7 cm.
Es nativo de México hasta Centroamérica. Se utiliza en medicina tradicional, junto con otras plantas en el padecimiento de la diabetes.